# العلاقات المالديفية الفانواتية
العلاقات المالديفية الفانواتية هي العلاقات الثنائية التي تجمع بين المالديف وفانواتو.

## مقارنة بين البلدين
هذه مقارنة عامة ومرجعية للدولتين:
| وجه المقارنة                                              | [[تصنيف:صفحات تستخدم رمز علم غير موجود\|]] المالديف | فانواتو                                  |
| --------------------------------------------------------- | --------------------------------------------------- | ---------------------------------------- |
| المساحة (كم2)                                             | 298                                                 | 12.19 ألف                                |
| عدد السكان (نسمة)                                         | 436.33 ألف                                          | 276.24 ألف                               |
| الكثافة السكانية (ن./كم²)                                 | 146.42 ألف                                          | 22.66                                    |
| العاصمة                                                   | ماليه                                               | بورت فيلا                                |
| اللغة الرسمية                                             | اللغة الديفهي                                       | اللغة البسلاما، لغة فرنسية، لغة إنجليزية |
| العملة                                                    | روفيه مالديفية                                      | فاتو فانواتي                             |
| الناتج المحلي الإجمالي (بليون دولار)                      | 4.60 مليار                                          | 862.88 مليون                             |
| الناتج المحلي الإجمالي (تعادل القوة الشرائية) بليون دولار | 5.23 مليار                                          | 790.76 مليون                             |
| الناتج المحلي الإجمالي الاسمي للفرد دولار أمريكي          | 8.39 ألف                                            | 2.81 ألف                                 |
| الناتج المحلي الإجمالي للفرد دولار أمريكي                 | 12.53 ألف                                           | 3.03 ألف                                 |
| مؤشر التنمية البشرية                                      | 0.706                                               | 0.594                                    |
| رمز المكالمات الدولي                                      | +960                                                | +678                                     |
| رمز الإنترنت                                              | .mv                                                 | .vu                                      |
| المنطقة الزمنية                                           | ت ع م+05:00                                         | ت ع م+11:00                              |

## منظمات دولية مشتركة
يشترك البلدان في عضوية مجموعة من المنظمات الدولية، منها:
| علم المنظمة | اسم المنظمة                        | تاريخ انضمام المالديف | تاريخ انضمام فانواتو |
| ----------- | ---------------------------------- | --------------------- | -------------------- |
|             | يونسكو                             | 18 يوليو 1980         | 10 فبراير 1994       |
|             | مؤسسة التمويل الدولية              | 2 فبراير 1983         | 28 سبتمبر 1981       |
|             | بنك التنمية الآسيوي                | 1978                  | 1981                 |
|             | منظمة حظر الأسلحة الكيميائية       | ?                     | ?                    |
|             | مؤسسة التنمية الدولية              | 13 يناير 1978         | 28 سبتمبر 1981       |
|             | منظمة التجارة العالمية             | ?                     | ?                    |
|             | وكالة ضمان الاستثمار متعدد الأطراف | 19 مايو 2005          | 27 يوليو 1988        |
|             | الاتحاد البريدي العالمي            | ?                     | ?                    |
|             | الاتحاد الدولي للاتصالات           | 28 فبراير 1967        | 30 مارس 1988         |
|             | الأمم المتحدة                      | 21 سبتمبر 1965        | 15 سبتمبر 1981       |
|             | البنك الدولي للإنشاء والتعمير      | 13 يناير 1978         | 28 سبتمبر 1981       |
|             | تحالف الدول الجزرية الصغيرة        | ?                     | ?                    |
|             | دول الكومنولث                      | ?                     | ?                    |

## وصلات خارجية
- موقع وزارة الخارجية المالديفية